# 2224 Tucson
2224 Tucson eller 2528 P-L är en asteroid i huvudbältet som upptäcktes den 24 september 1960 av den nederländsk-amerikanske astronomen Tom Gehrels och det nederländska astronomparet Ingrid van Houten-Groeneveld och Cornelis Johannes van Houten vid Palomarobservatoriet. Den är uppkallad efter staden Tucson i Arizona.
Asteroiden har en diameter på ungefär 22 kilometer och den tillhör asteroidgruppen Koronis.